# Марсаскала
Марсаскала (мальт. Wied il-Għajn) — административная единица, городок на Мальте. Расположен на юго-востоке Мальты во внутренней части одноимённого залива. Залив ограничен на севере мысом Жонкор, самой восточной точкой Мальты, на юге мысом Иль-Чамрия, прозванного «Сибирью на Мальте» из-за его подверженности ледяным северным ветрам зимой и удаленности от остальной части посёлка.
Исторический, бывший рыбацкий порт. В Марсаскале есть современная церковь и хороший торговый район с магазинами, ресторанами и кафе вдоль длинного пирса.
Площадь — 5,376 км². Население на 31 декабря 2018 г. составляло	14 592 человека. Плотность — 2714 чел/км².
В настоящее время известен развлекательной индустрией. На бульваре Марсаскала много кафе и ресторанов, как итальянских, так и предлагающих типичную мальтийскую кухню. Хотя здесь нет песчаных пляжей, этот район хорошо подходит для дайвинга и снорклинга, в Марсаскале есть как минимум две школы дайвинга.

## Происхождение имени
Существуют разные мнения о происхождении названия. Существует консенсус по поводу первой части имени Марса: арабское слово означает «залив». Вторая часть, «Скала», могла происходить от сицилийского Скалли, так как многие сицилийские рыбаки приезжали в Марсаскалу из-за небольшого расстояния в около 108 км. Возможно, оно произошло от сицилийского piccola cala (англ. «маленькая бухта») или относится к некоторым фиксированным ступенькам (scala , англ.: лестница) на побережье.
Местные жители также называют Марсаскалу Wied il-Għajn (англ. Весенняя долина), потому что город и залив граничат с двумя долинами, по которым в залив стекает пресная родниковая вода.

## История
Раннехристианские катакомбы и римские виллы были обнаружены в Марсаскале, что позволяет предположить, что Марсаскала также была римским портом.

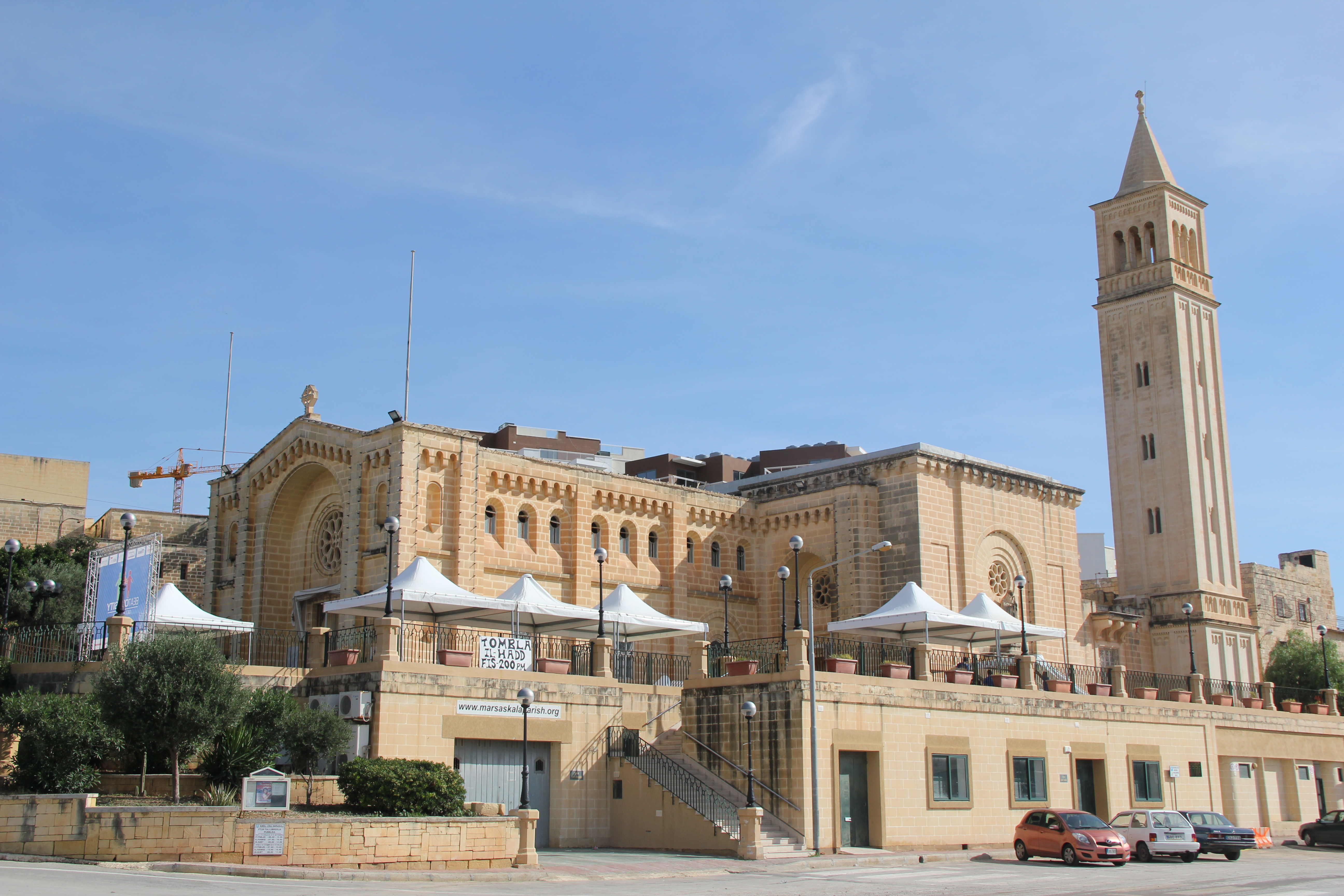
Новая церковь св. Анны
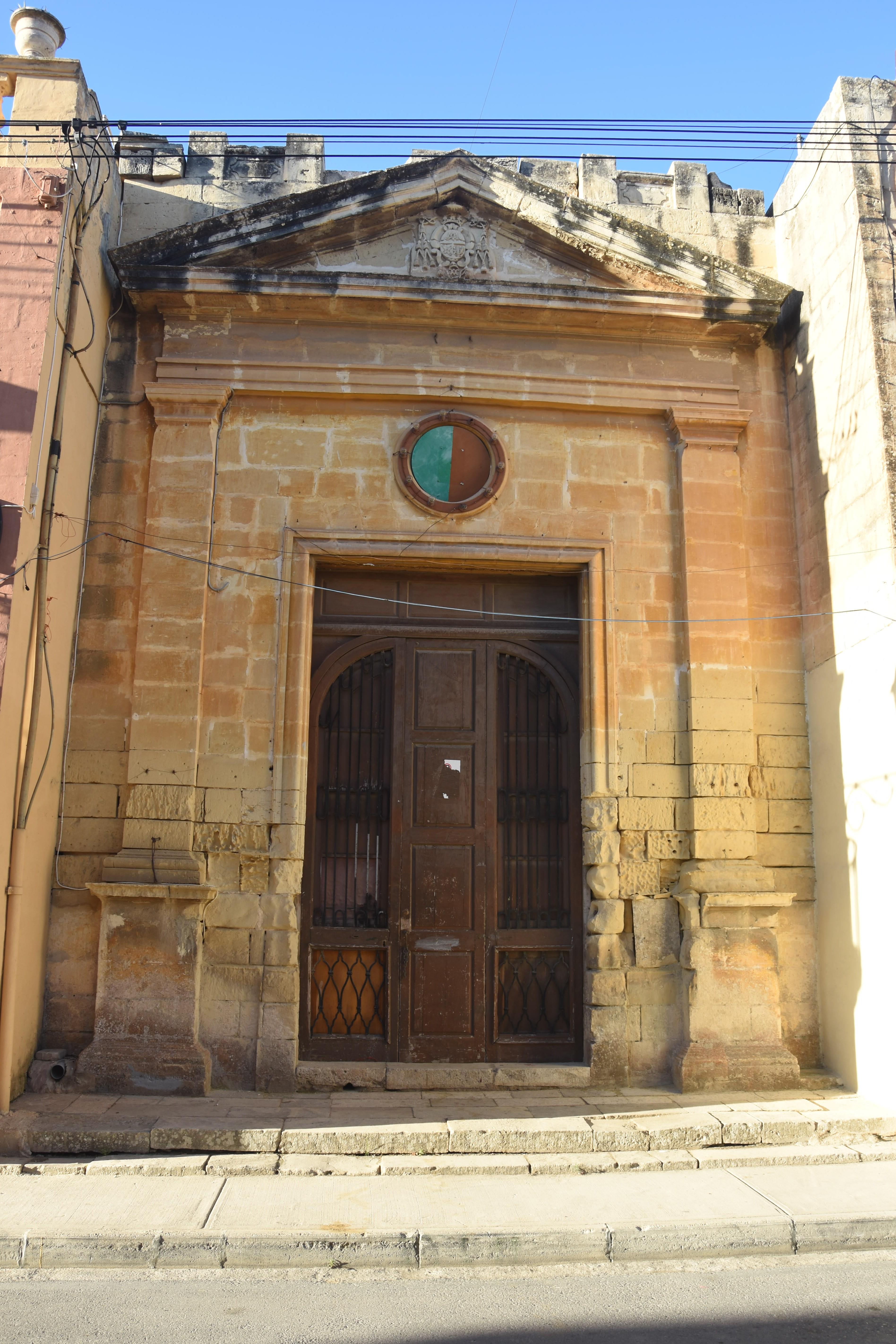
Старая церковь св. Анны
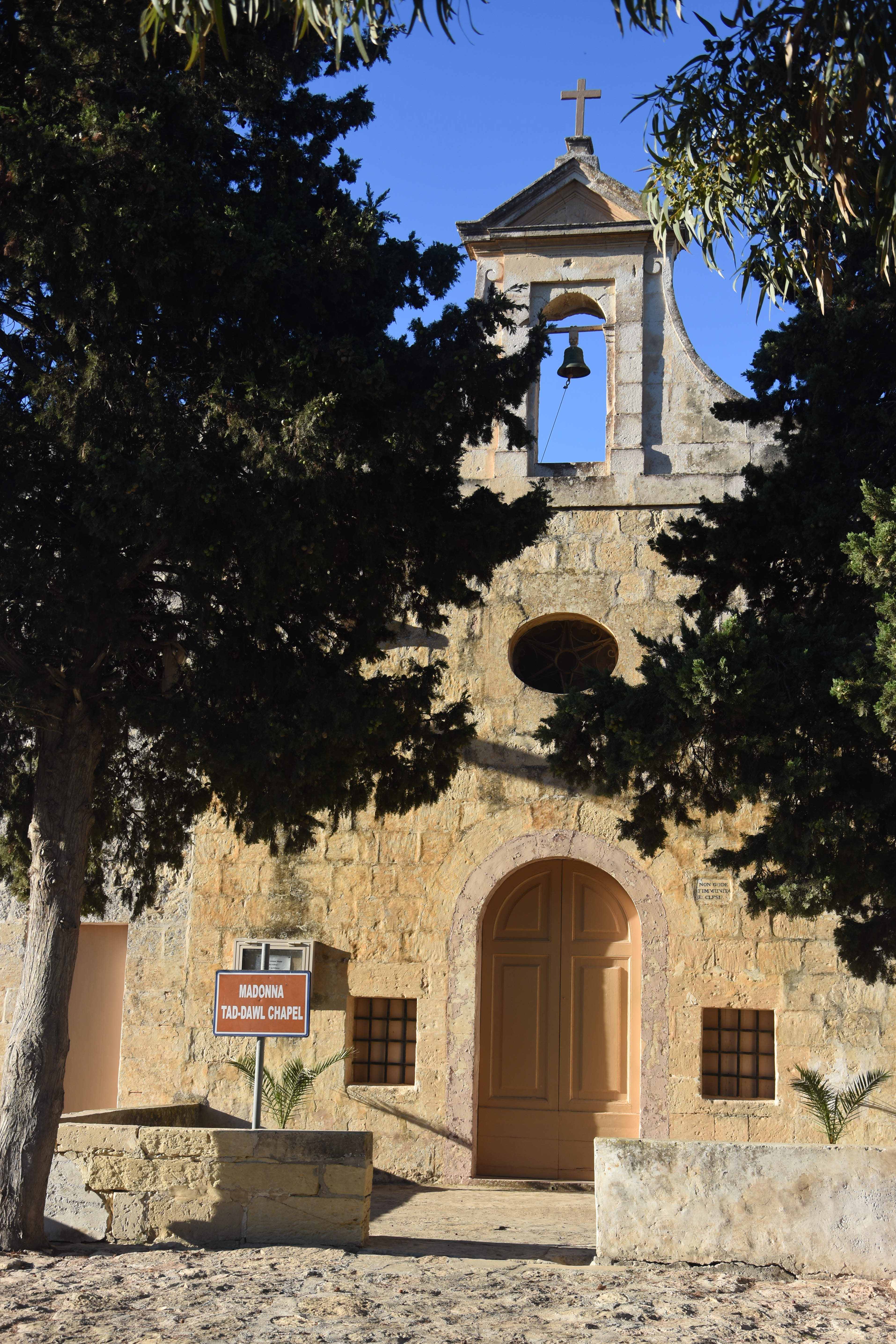
Часовня Мадонны света
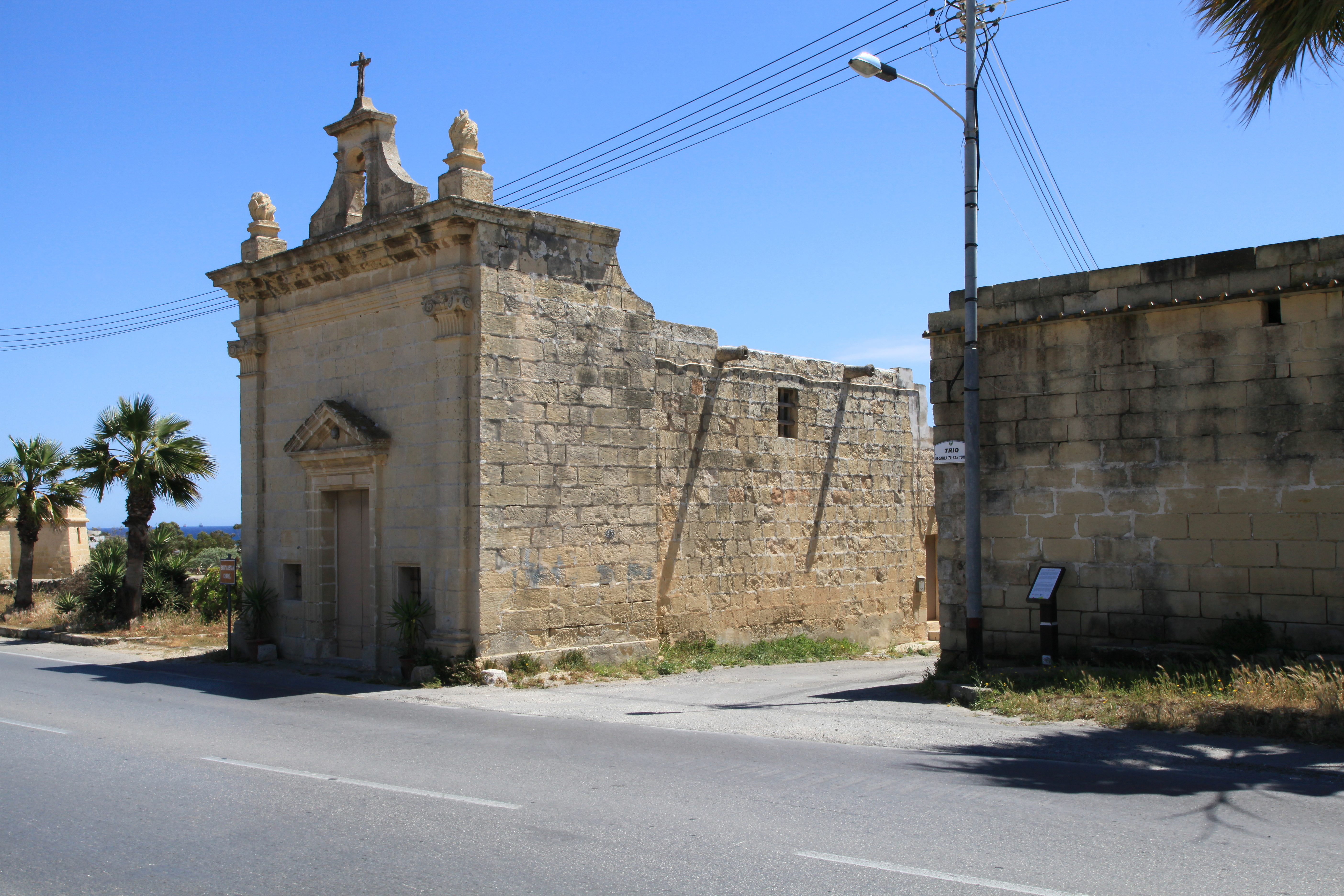
Часовня св. Гаэтана
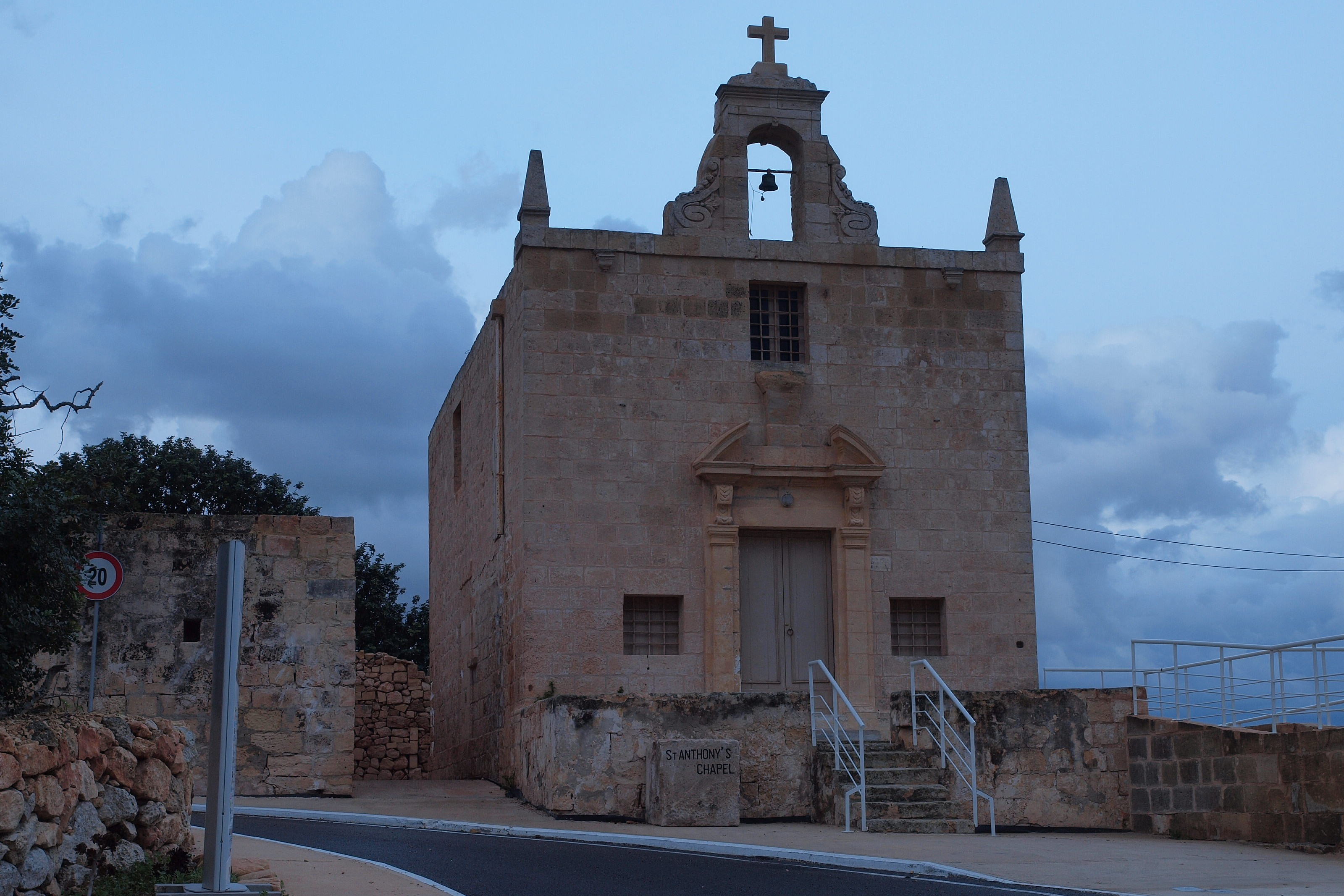
Часовня св. Антония Падуанского
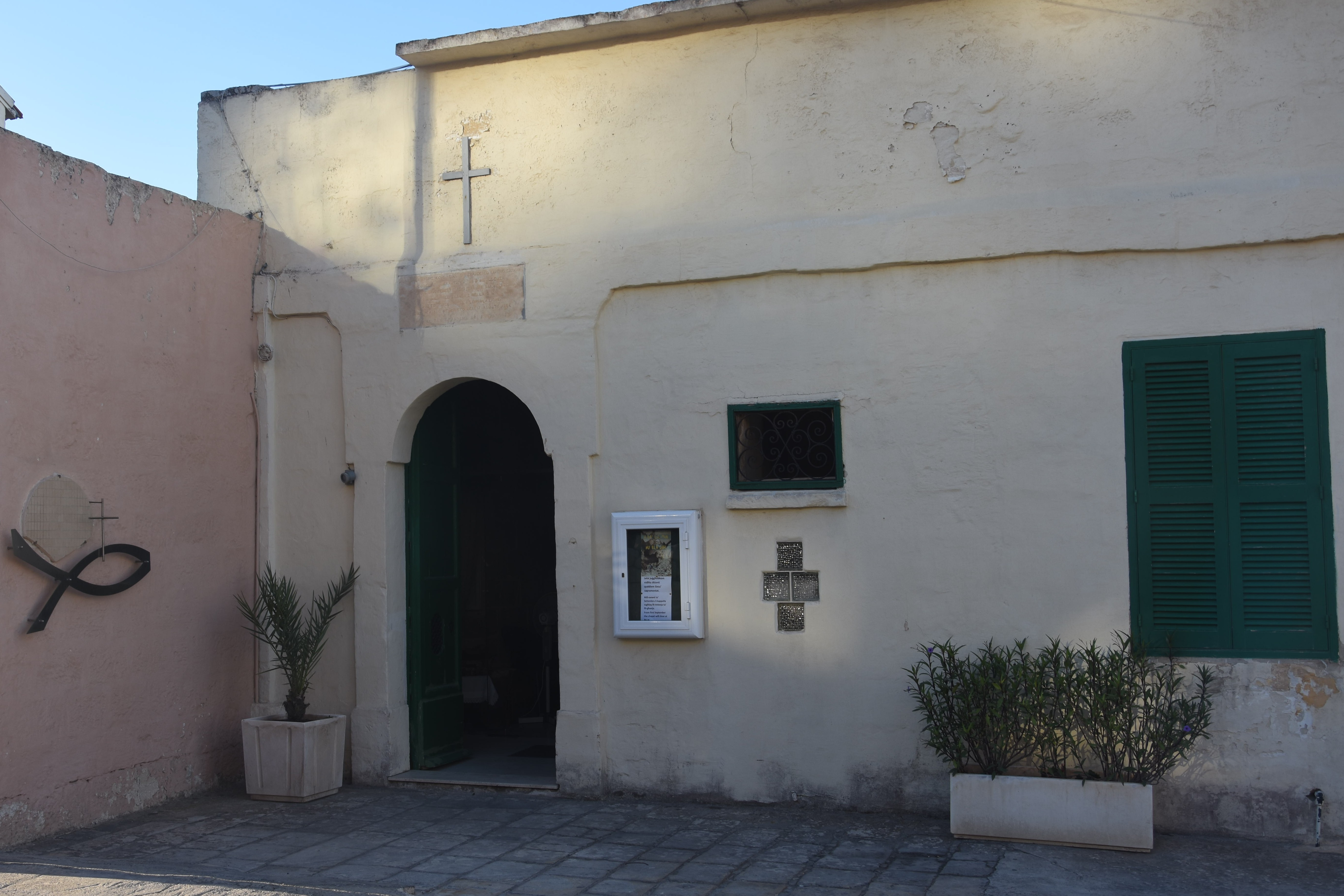
Часовня
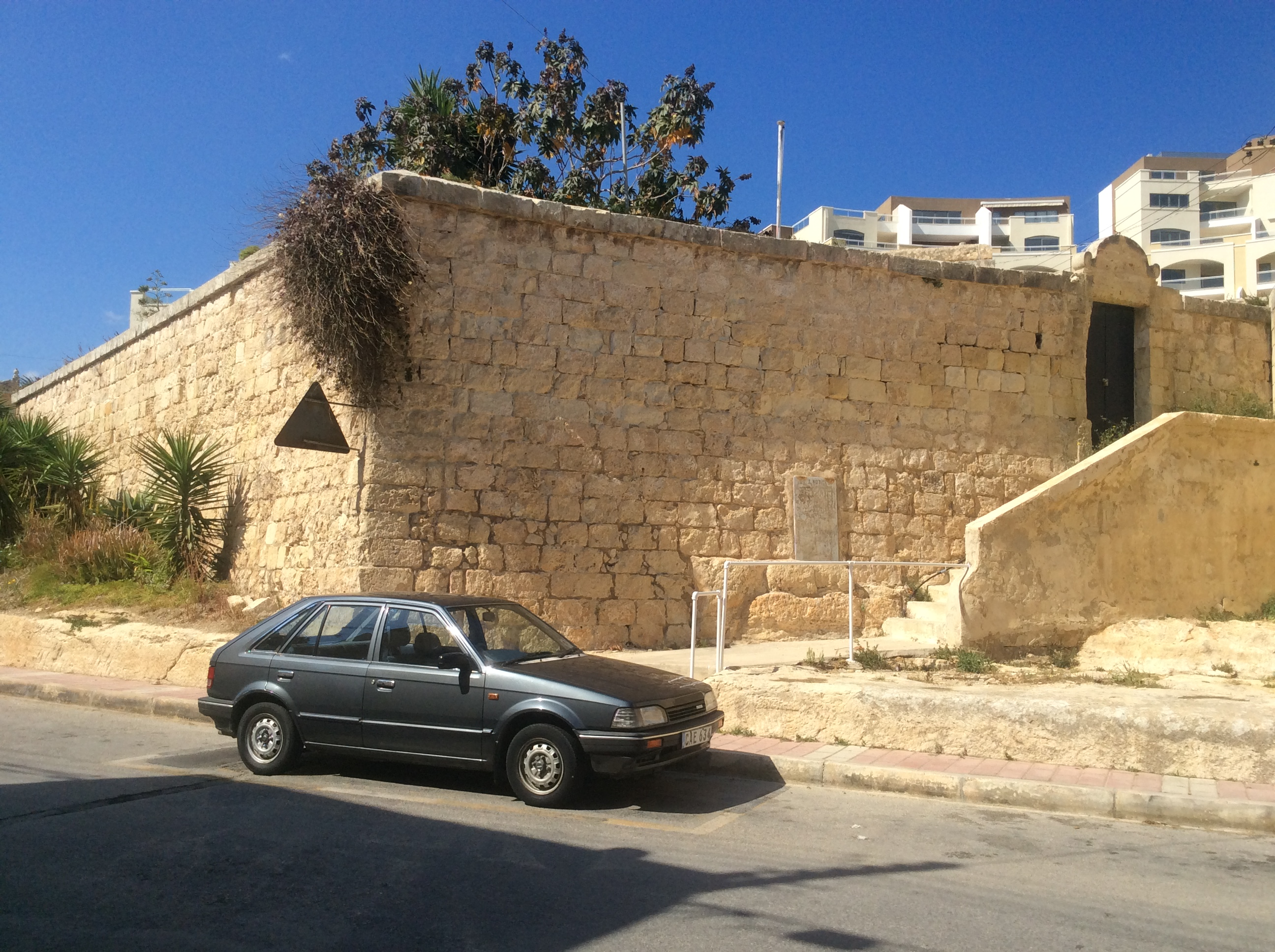
Редут Briconet
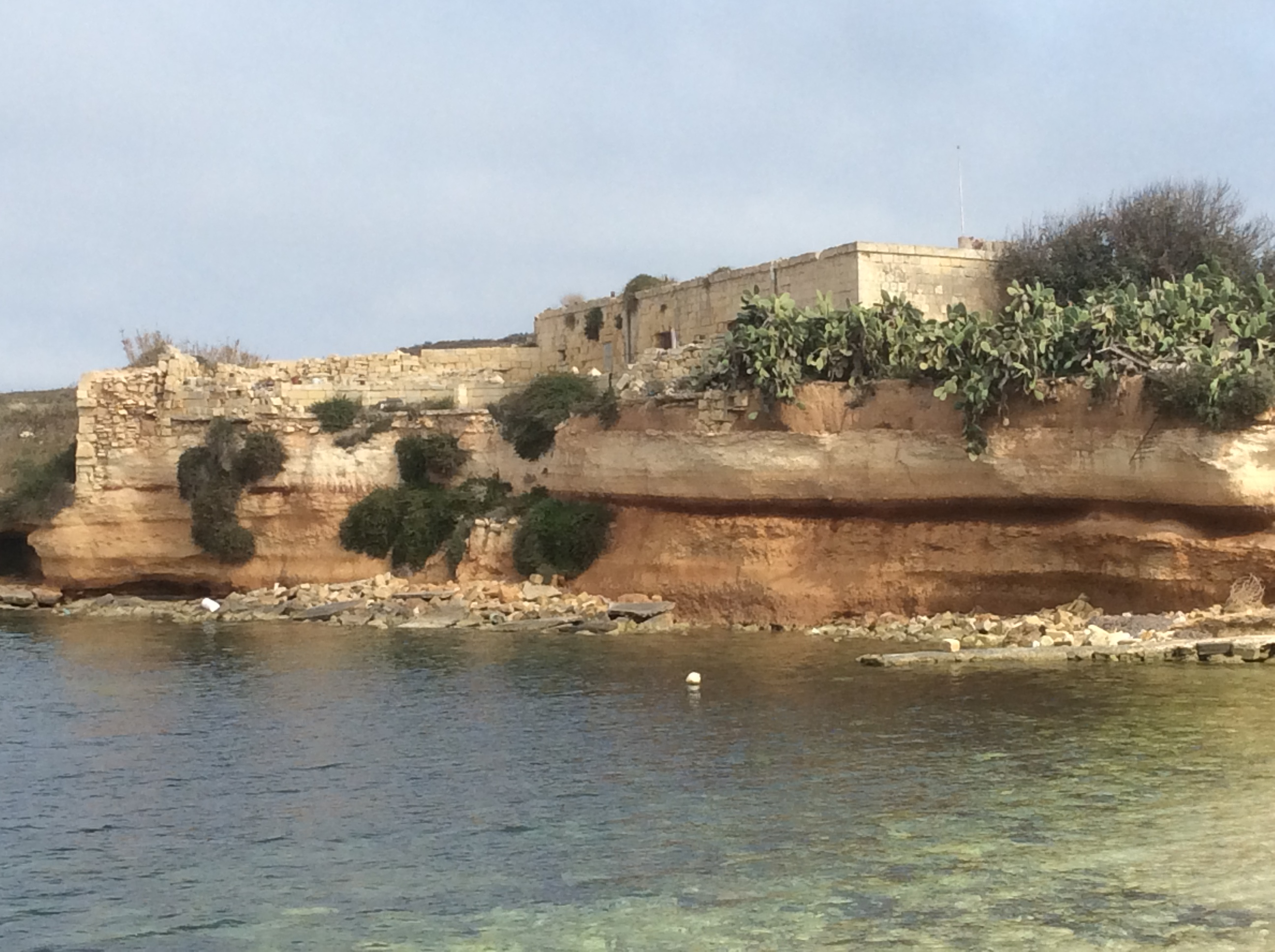
Батарея Rihama
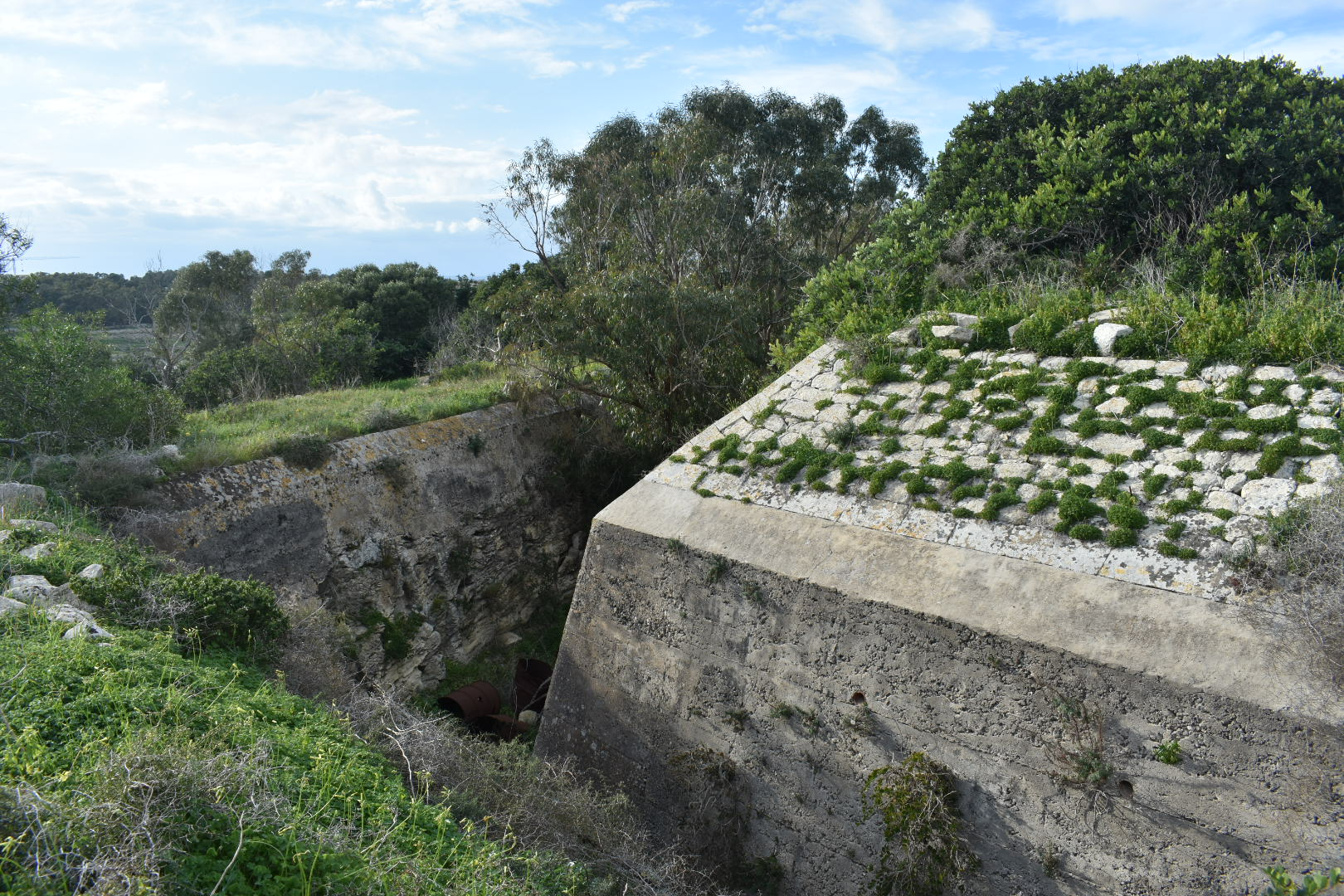
Батарея Жонкор
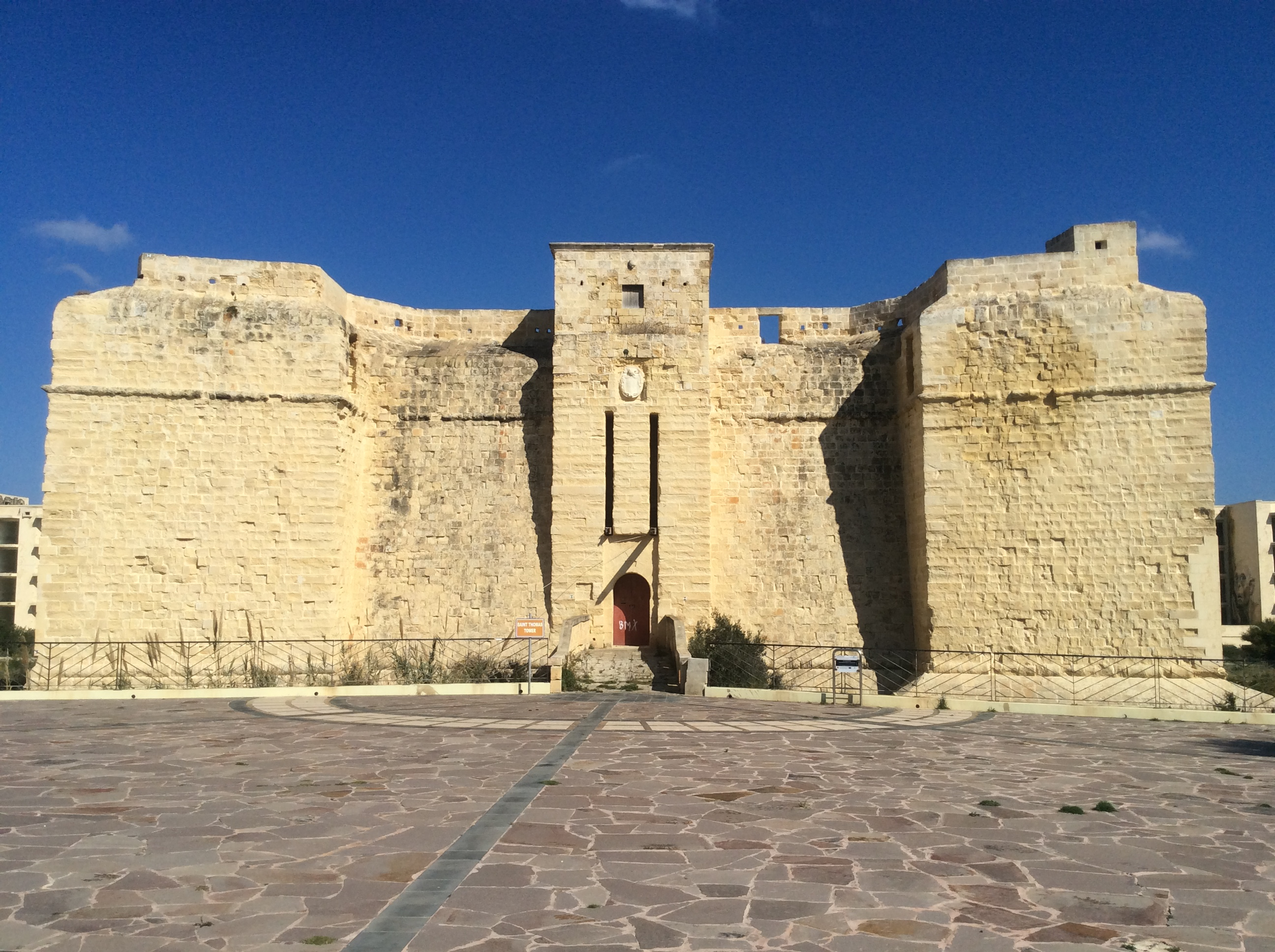
Башня св. Томаса
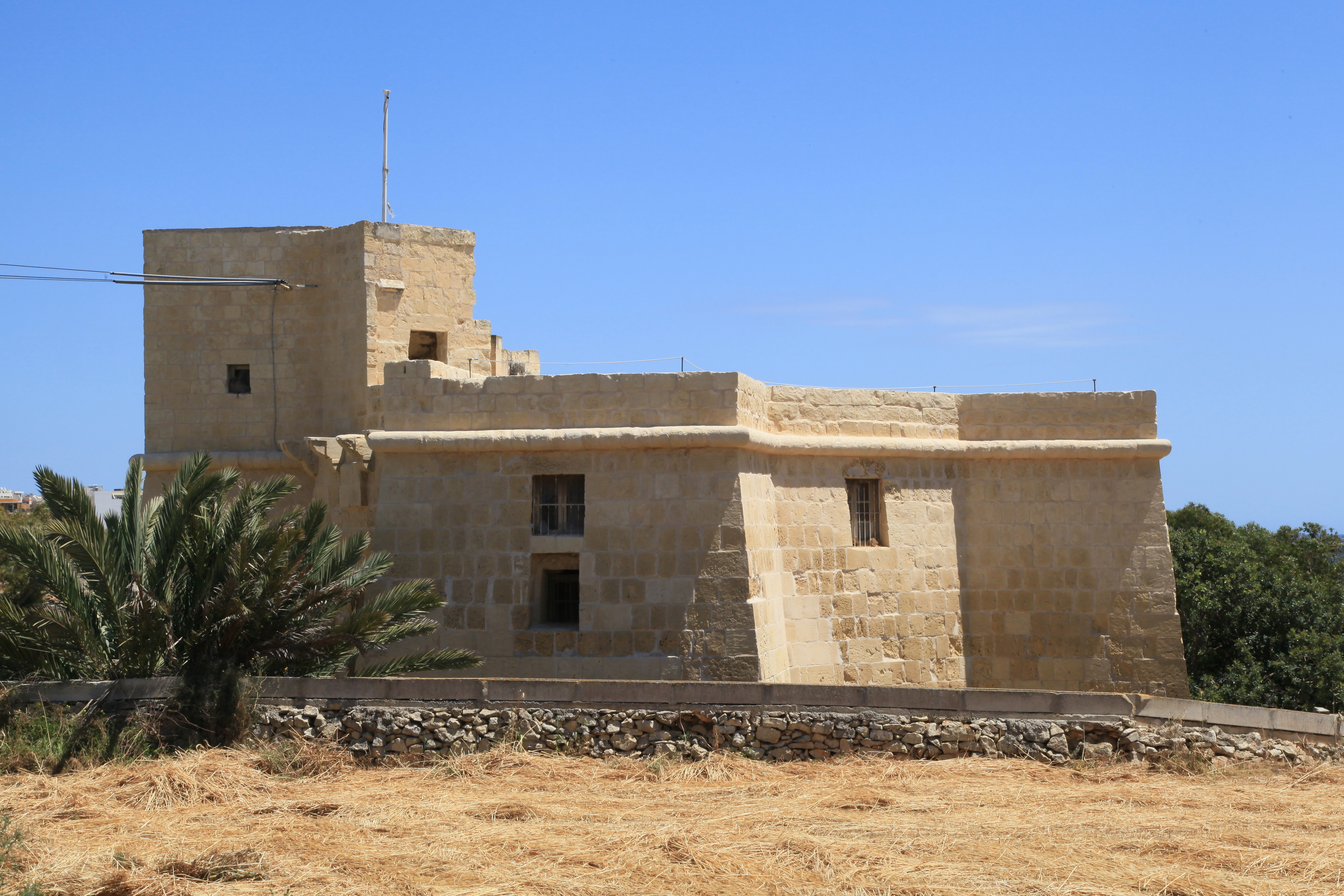
Башня Mamo
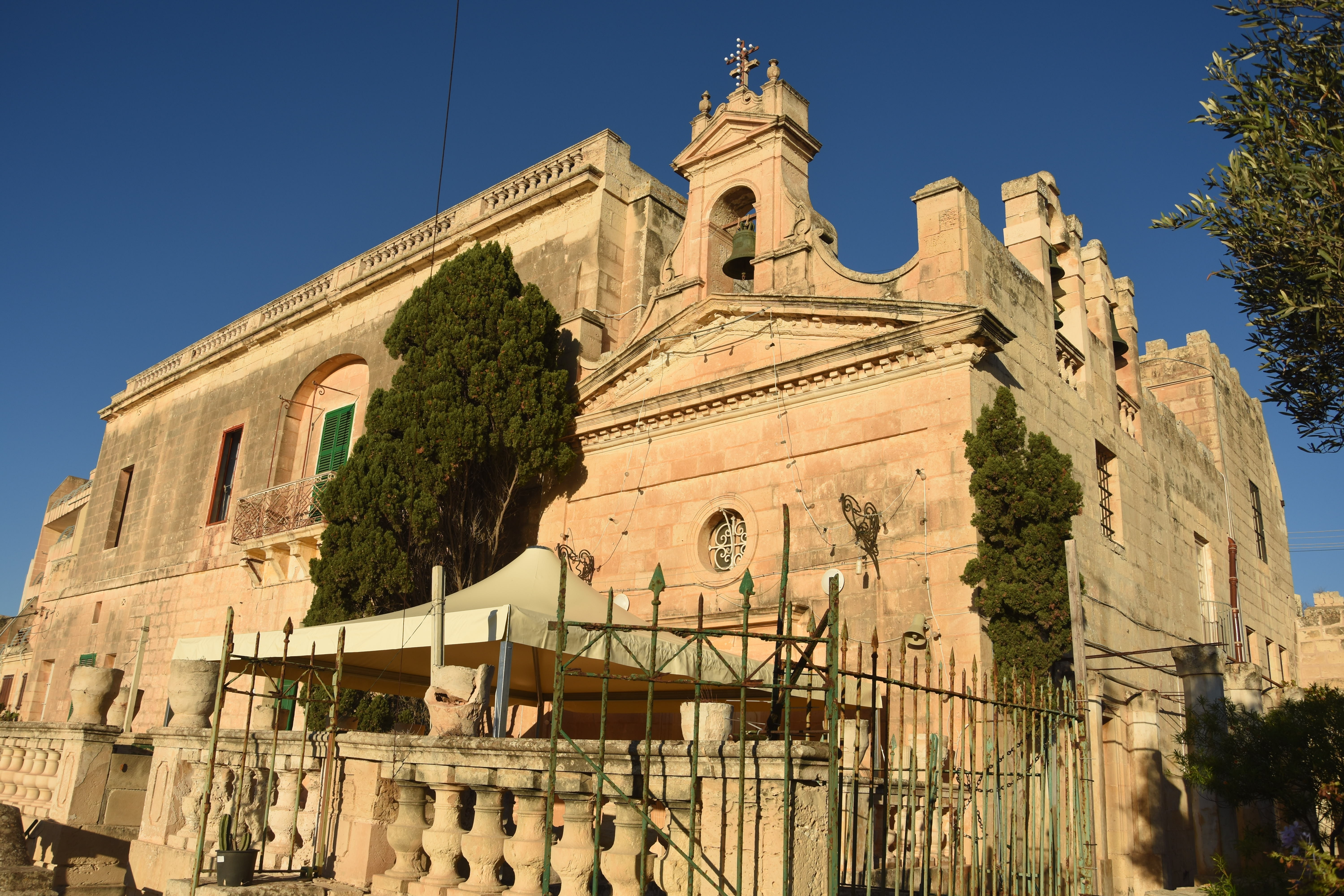
Вилла Apap Bologna
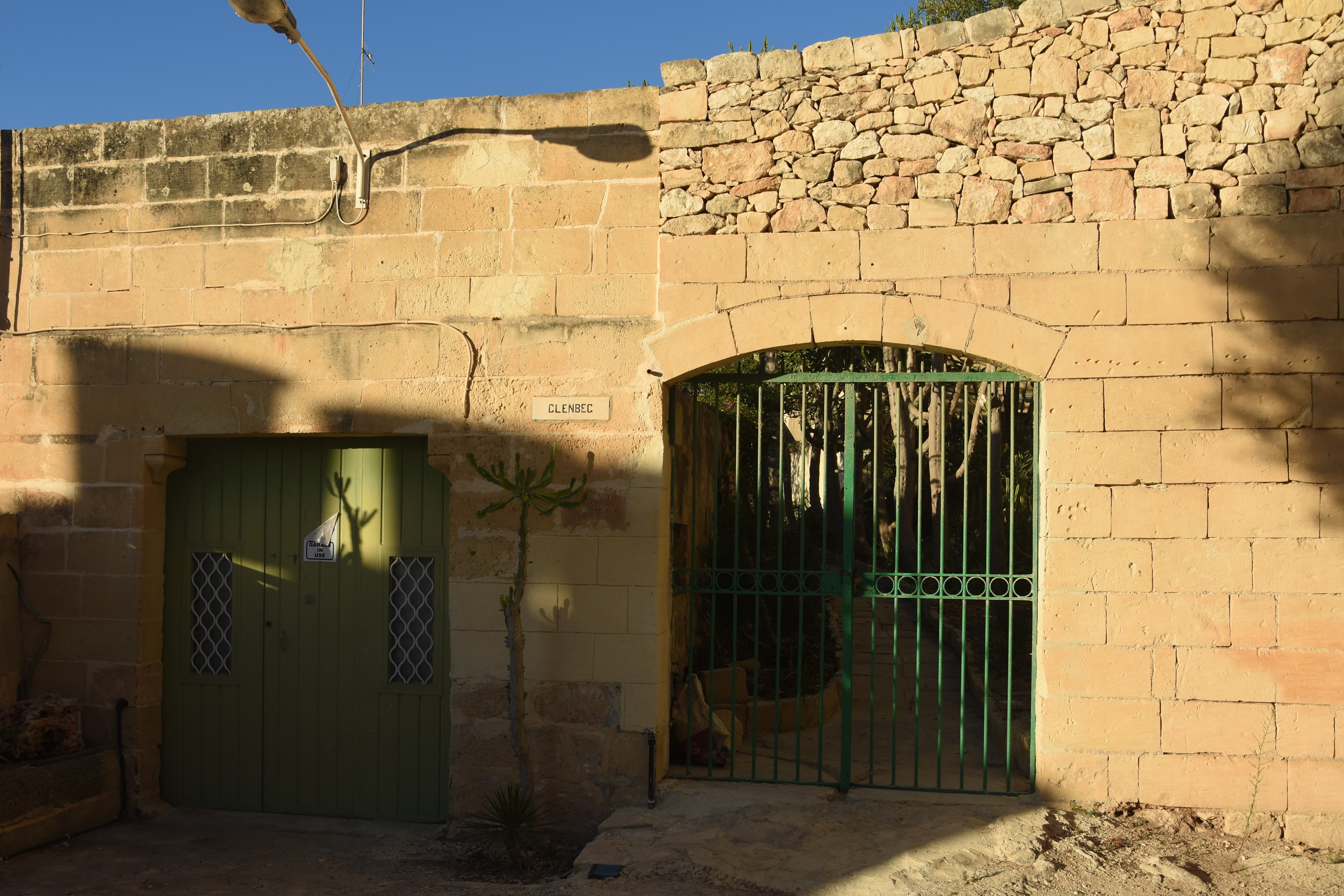
Вилла Glenberg

## Города-побратимы
- Юденбург Австрия
- Кёсег Венгрия
- Превеза Греция
- Альтеа Испания
- Бад-Кёцтинг Германия
- Белладжо Италия
- Бандоран Ирландия
- Хойна Польша
- Сезимбра Португалия
- Гранвиль Франция
- Хольстебро Дания
- Уффализ Бельгия
- Карккила Финляндия
- Нидеранвен Люксембург
- Укселёсунд Швеция
- Пренай Литва
- Тюри Эстония
- Сигулда Латвия
- Сушице Чехия
- Зволен Словакия